# Octodontidae
Octodontidae é uma família de roedores sul-americanos.

## Classificação
- Família Octodontidae Waterhouse, 1840
  - Gênero Aconaemys Ameghino, 1891
  - Gênero Octodon Bennett, 1832
  - Gênero Octodontomys Palmer, 1903
  - Gênero Octomys Thomas, 1920
  - Gênero Pipanacoctomys Mares, Braun, Barquez e Diaz, 2000
  - Gênero Salinoctomys Mares, Braun, Barquez e Diaz, 2000
  - Gênero Spalacopus Wagler, 1832
  - Gênero Tympanoctomys Yepes, 1940